# Ювілейний (аеропорт)
Ювілейний — аеропорт у Кизилординській області Казахстану, який обслуговує космодром Байконур. Розташований у північній частині космодрому, за 40 км на північний захід від міста Байконур (на майданчику 251 космодрому Байконур) у пустельному урочищі Ушкизил.
Летовище «Ювілейний» — позакласне, здатне приймати всі типи літаків (включаючи Ан-225 «Мрія»). Сюди вантажопасажирськими спецрейсами з Росії та інших країн доставляють космічні апарати (для підготовки та запуску з космодрому) та адміністративно-технічний персонал підприємств аерокосмічної промисловості, а також гостей космодрому та представників ЗМІ.

## Історія
Це летовище було побудоване на початку 1980-х як посадковий комплекс для дослідно-конструкторських робіт за програмою багаторазового космічного корабля «Буран» (який і зробив тут посадку в листопаді 1988 року після єдиного космічного польоту).
Постанова Уряду СРСР про створення посадочного комплексу для космічного корабля «Буран» була прийнята в жовтні 1977 року, напередодні 60-ї річниці Жовтневого перевороту, в зв'язку з цим летовище отримало назву «Ювілейний». Головним розробником посадкового комплексу було призначено НВО «Блискавка», а проектування об'єктів комплексу здійснював 20-й Центральний проектний інститут Міністерства Оборони СРСР.
У 1979 році було розпочато будівництво аеродрому силами військових будівельників (130-е управління інженерних робіт). ЗПС аеродрому довжиною 4500 м і шириною 84 м збудована з монолітного високоміцного бетону М-600 товщиною від 26 до 32 см на піскоцементній підставі товщиною від 18 до 22 см. Площа побудованого аеродромного покриття склала 980400 кв. метрів, загальний обсяг земляних робіт — близько 2 млн куб. метрів ґрунту. Перша черга об'єктів аеродрому була здана в експлуатацію в листопаді 1982 року.
Перша посадка повітряного судна на руліжні доріжки аеродрому була зроблена у лютому 1980 року (вертоліт Мі-8 зі складу авіаполку космодрому, який базувався на аеродромі «Крайній»), перша посадка на ЗПС аеродрому — 29 січня 1982 року (літак Ан-26 авіаполку космодрому). Перше транспортування на Байконур елементів багаторазової космічної системи «Енергія» — «Буран» літаком ВМ-Т відбулося 8 квітня 1982 року.
В 1980-х здійснено понад 150 польотів літака ВМ-Т з доставки на Байконур всіх елементів великогабаритних космічних комплексів «Енергія» і «Буран». Космічні кораблі «Буран» перевозилися літаком ВМ-Т на аеродром «Ювілейний» з підмосковного аеродрому Раменське, а блоки ракети-носія «Енергія» — з куйбишевського аеродрому Безім'янка.
Аеродром належав Міністерству Оборони. Після розпаду СРСР аеродром кілька років не експлуатувався, був покинутий і частково розграбовано. В 1995 році виникла необхідність реконструкції аеродрому з метою прийому важких літаків із США, які транспортують американські космічні апарати, які прибувають на Байконур для запуску згідно з міжнародними комерційними програмами. Експлуатантом «Ювілейного» став Космічний центр імені Хрунічева, виробник важких ракет-носіїв «Протон». Було розпочато набір на роботу нового (цивільного) персоналу аеродрому, пройшла заміна радіонавігаційного, радіозв'язкового, світлосигнального, метеорологічного та іншого обладнання, капітальний ремонт ЗПС. В 1997 році ці роботи вдало завершилися і аеропорт був прийнятий в експлуатацію.
Аеродром «Ювілейний» є одним з пам'ятних місць космодрому «Байконур»; під час візитів на космодром сюди багато разів прибували відомі політики і керівники вітчизняної космонавтики. Зокрема, тут бував М. С. Горбачов (у 1987), В. В. Путін (у 2005), Н. А. Назарбаєв (у 1991 та 2005), а 2 жовтня 1991 на аеродромі пройшла зустріч керівників  12 республік СРСР (не були присутні лише лідери Латвії, Литви та Естонії) .

## Природа
Рельєф: слабохвиляста рівнина (абсолютні відмітки 95-120 м). За 4 км на північний схід від аеродрому знаходиться гора Ушкизил (висота 135 м).
Рослинна зона: полинно-бояличова (північна) пустеля. Ґрунти: бурі пустельні-степові. За 8 км на північ від аеродрому знаходяться піски Дарбас.
Постійні водотоки і водойми в околицях аеродрому відсутні. Навесні, після снігосходження та дощів, на такирах місцями утворюються невеликі тимчасові озера глибиною до 0,5 м.